# Karina Maruyama
Karina Maruyama (丸山 桂里奈, Maruyama Karina, Ota, 26 maart 1983) is een voormalig Japans voetbalster.

## Carrière

### Clubcarrière
Maruyama speelde voor TEPCO Mareeze, Philadelphia Independence, JEF United Chiba en Konomiya Speranza Osaka-Takatsuki.

### Interlandcarrière
Zij nam met het Japans vrouwenvoetbalelftal deel aan de Wereldkampioenschappen in 2003 en Olympische Zomerspelen in 2004. Zij nam met het Japans elftal deel aan de Olympische Zomerspelen in 2008. Daar stond zij in alle zes de wedstrijden van Japan, en Japan kwam tot de halve finales. Zij nam met het Japans elftal deel aan de Wereldkampioenschappen in 2011 en daar stond zij in vier de wedstrijden van Japan. In de kwartfinale scoorde Maruyama daar het doelpunt in de verlenging, waardoor Japan won met 1-0 van Duitsland. Japan behaalde goud op de Spelen. Maruyama nam met het Japans Olympisch elftal deel aan de Olympische Zomerspelen in 2012 en daar behaalde Japan zilver op de Spelen. Maruyama stond in twee van de wedstrijden van Japan opgesteld.

## Statistieken
| Japans vrouwenvoetbalelftal | Japans vrouwenvoetbalelftal | Japans vrouwenvoetbalelftal |
| Jaar                        | Wed.                        | Dlp.                        |
| --------------------------- | --------------------------- | --------------------------- |
| 2002                        | 5                           | 0                           |
| 2003                        | 12                          | 6                           |
| 2004                        | 11                          | 3                           |
| 2005                        | 3                           | 0                           |
| 2006                        | 9                           | 1                           |
| 2007                        | 1                           | 0                           |
| 2008                        | 17                          | 3                           |
| 2009                        | 2                           | 0                           |
| 2010                        | 0                           | 0                           |
| 2011                        | 8                           | 1                           |
| 2012                        | 5                           | 0                           |
| 2013                        | 4                           | 0                           |
| 2014                        | 2                           | 0                           |
| Totaal                      | 79                          | 14                          |